# Götene
Götene ist ein Industrieort in der schwedischen Provinz Västra Götalands län und der historischen Provinz Västergötland an der Europastraße 20, etwa 20 Kilometer nördlich von Skara. Götene ist der Hauptort der gleichnamigen Gemeinde.